# شنگ بی‌پنجه آفریقایی
شنگ بی‌پنجه آفریقایی (نام علمی: Aonyx capensis) نام یک گونه از سرده بی‌پنجه‌ها است.